# Hack/SLASH
『hack/SLASH』（ハック・アンド・スラッシュ）は、岸田教団&THE明星ロケッツの2枚目のアルバム。2014年12月24日にワーナー・ブラザース・ホームエンターテイメントより発売された。

## 概要
- 岸田教団&THE明星ロケッツのメジャー2作目となるアルバムであり、前作『POPSENSE』より約3年半ぶりのアルバムリリースとなった。
- 初回限定仕様盤はデジパック仕様となっている。
- 2015年1月7日よりハイレゾ音源も配信されている。それに伴いe☆イヤホン秋葉原店ではCDの発売と同じ2014年12月24日より先行でハイレゾ音源の試聴コーナーが展開された[2]。

## 収録曲
（全編曲：岸田教団&THE明星ロケッツ）
1. Hack on the world
  - 作詞・作曲：岸田
2. Qualia
  - 作詞：ichigo / 作曲：イガラシ
3. trickystance
  - 作詞・作曲：岸田
4. ケモノノダンス
  - 作詞：ichigo / 作曲：岸田
5. another
  - 作詞：ichigo / 作曲：岸田・ichigo
6. 夜空に沈む
  - 作詞・作曲：岸田
7. structure
  - 作詞・作曲：岸田
8. ストライク・ザ・ブラッド
  - 作詞・作曲：岸田

テレビアニメ『ストライク・ザ・ブラッド』オープニングテーマ
9. FF
  - 作詞：岸田 / 作曲：はやぴー
10. インディゴ
  - 作詞・作曲：ichigo
11. Hack&Slash
  - 作詞・作曲：岸田